# HD 93657
HD 93657，又名CD-31 8536，SAO 201766、HR 4225，是一颗恒星，视星等为5.88，位于銀經274.38，銀緯24.27，其B1900.0坐标为赤經10h 43m 32.9s，赤緯-31° 24.27′ 35″。